# William Hill
William Hill plc è uno dei maggiori bookmaker in Italia e nel Regno Unito. Presente nel listino della Borsa di Londra, è una delle aziende fondatrici dell'indice FTSE 250. Al 2 agosto 2013 la compagnia dichiarava un valore di mercato di 4,7 miliardi di sterline.

## Storia
La compagnia è stata fondata da William Hill nel 1934 quando il gioco d'azzardo era ancora illegale in Gran Bretagna. Dopo l'avvicendamento di diversi proprietari la compagnia fu acquistata dalla Sears Holding nel 1971, poi dalla Grand Metropolitan nel 1988 e infine dalla Brent Walker nel 1989.
Nel settembre 1996, Brent Walker ottenne un risarcimento da 117 milioni di sterline sui 685 pagati per acquistare William Hill quando si scoprì che Grand Metropolitan aveva esagerato per eccesso i profitti della compagnia al momento della vendita.
La banca di investimenti giapponese Nomura raccolse, nel 1997, 700 milioni di sterline per rilevare William Hill con procedura di leveraged buyout quando Brent Walker collassò sotto il peso dei debiti che all'epoca ammontavano a 1,3 miliardi di sterline. In seguito alle indagini del dipartimento anti-frode due dirigenti della compagnia furono condannati a pene detentive.
Nel febbraio 1999 venne abbandonata l'ipotesi di quotare in borsa la compagnia a causa dello “scarso interesse” e Nomura passò la gestione di William Hill a due fondi amministrati da Private equity firms Cinven e dalla CVC Capital Partners per 825 milioni di sterline.
La compagnia fu quotata alla borsa di Londra nel 2002. L’anno seguente il direttore esecutivo David Harding ottenne un bonus di 2,84 milioni di sterline rendendolo il quinto direttore esecutivo più pagato del 2003 nel Regno Unito.
La compagnia ha acquistato il Sunderland Greyhound Stadium nel 2002 e il Newcastle Greyhound Stadium nel 2003.
Nel giugno 2004, il direttore esecutivo David Harding vendette azioni per un valore di 5.2 milioni di sterline per far fronte ai costi del proprio divorzio provocando un decremento del valore borsistico della compagnia per un totale di 75 milioni di sterline.
Nel 2008, Ralph Topping fu nominato direttore esecutivo. Dopo essere stato espulso dalla Strathclyde University per essersi comportato da “delinquentello” per propria stessa ammissione, Topping venne assunto in un punto gioco William Hill vicino ad Hampden Park a Glasgow nel 1973 cominciando la propria scalata nelle gerarchie della compagnia.
Nel novembre 2008, William Hill comincia una collaborazione con Orbis (poi chiamata OpenBet) e con la compagnia di software israeliana Playtech per porre rimedio alle proprie lacune nel mercato online.
L'accordo prevedette il pagamento da parte di William Hill al fondatore di Playtech Teddy Sagi 144,5 milioni di sterline da vari fondi e da compagnie affiliate. Tra questi si annoverano anche una serie di casinò online che William Hill continua a gestire sotto il nome di WHG Playtech che assunse un valore del 29% della nuova struttura di William Hill.
William Hill PLC è quotata al London Stock Exchange (WMH.L) ed è stata inclusa nell’indice FTSE100 nel maggio 2013. Il Gruppo genera ogni anno ricavi per 1,4 miliardi di sterline. William Hill opera in Italia dal 2011 attraverso la piattaforma www.williamhill.it con licenza AAMS.
Ad oggi William Hill si presenta come uno dei leader mondiali del gioco online con oltre 17.000 dipendenti in diversi paesi e una rete capillare di circa 2.400 sale scommesse nel Regno Unito.

## Attività

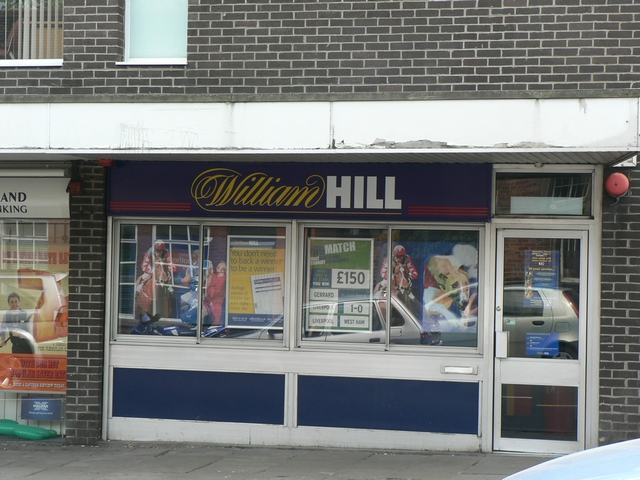
Un punto gioco di William Hill a Headingley, Leeds.

William Hill opera in tutto il mondo, impiegando approssimativamente 16 600 persone con uffici nel Regno Unito, Irlanda, Gibilterra, Filippine, Bulgaria, Spagna, Australia, Israele e Italia. La compagnia offre la possibilità di scommettere via telefono, via internet e in oltre 2000 punti di gioco ufficiali nel Regno Unito. William Hill è il maggior operatore nel Regno Unito e in Irlanda rappresentando circa il 25 del totale del mercato. I call center per scommesse telefoniche della compagnia, che si trovano a Rotherham, nello Yorkshire Meridionale, raccolsero oltre 125 000 scommesse al Grand National festival del 2007 e, stando a quanto riportato dalla compagnia stessa, i centri scommesse raccolgono in media un milione di schedine al giorno. Il sito internet è stato lanciato nel 1998, è presente in 170 paesi ed esiste in 26 lingue!
Oltre alle scommesse sportive via internet la compagnia offre anche giochi di casino online, “skill games”, bingo online e poker online. Dall'approvazione del Gambling Act del 2005, i video-poker hanno aiutato ad incrementare i profitti limitando le perdite in altre aree.
William Hill ha gestito anche un suo proprio canale televisivo nel 2004, esperienza che durò due anni, mentre ora offre un canale televisivo interno che trasmette dai punti gioco. Le trasmissioni vengono registrate negli studi di Leeds e, insieme al canale radiofonico, offrono un servizio unico dedicato agli scommettitori.
Nell'agosto 2010, William Hill ha dato vita ad un programma di informazione e formazione per i suoi oltre diecimila impiegati con il fine di combattere il gioco d'azzardo tra i minori nei suoi punti vendita.

## William Hill Media
Il sito di notizie della compagnia funziona come sito gemello per il canale di scommesse sportive, proponendo in palinsesto sport online e interviste sulle corse dei cavalli e altro contenuto.
William Hill offre una moltitudine di media interattivi sia nei punti gioco che su internet. Un canale radiofonico, William Hill Radio, trasmette in diretta le corse dei cavalli, ed esiste ormai da oltre un decennio trasmettendo cronache in diretta, notizie e previsioni. Podcast audio e video possono essere scaricati su iTunes. Nel giugno del 2010 William Hill ha dato il via ad un progetto che si propone di trasmettere in diretta gli eventi sportivi via radio.
William Hill trasmette quotidianamente in tutti i suoi punti gioco nel Regno Unito, caso unico nel campo delle scommesse e del gioco d'azzardo. Tutti i programmi vengono trasmessi in diretta dagli studi di Leeds.

## Fuori dal Regno Unito
Nel 2009 William Hill ha trasferito la divisione online a Gibilterra a causa della minor pressione fiscale presente nell'enclave. A Gibilterra William Hill fa parte della Gibraltar Betting and Gaming Association. Le operazioni online della compagnia erano precedentemente basate nel paradiso fiscale delle Antille Olandesi fino a quando, nel 2007, una normative mise fuori legge la pubblicità nel Regno Unito per le compagnie del gioco d'azzardo non basate nel territorio dell’Unione Europea.
Nel marzo 2009, William Hill ha chiuso 14 punti gioco in Irlanda con la conseguente perdita di 53 posti di lavoro. Nel febbraio 2010 la compagnia annunciò che i restanti 36 punti gioco dell'Eire si trovavano "sotto revisione" annunciando la possibile introduzione delle controverse macchinette per scommesse nei punti gioco irlandesi.
Nel settembre 2009 la compagnia ha partecipato ad un'asta per acquistare la prima licenza per il gioco d’azzardo in India dimostrando interesse ad entrare nel mercato indiano del gioco attraverso il remoto Stato Himalayano del Sikkim.
Nel giugno 2012, William Hill è sbarcato in Nevada, l'unico Stato degli Stati Uniti a permettere le scommesse sportive acquistando tre catene di bookmakers: Lucky's, Leroy's, e le operazioni satellite del Club Cal Neva, per un totale di 53 milioni di dollari. All'epoca dell'accordo la compagnia controllava il 55% dei punti per scommesse sportive dello Stato e l'undici per cento degli introiti. Tutti e tre i canali vennero portati sotto il marchio di William Hill.
Dal 2013 William Hill è presente anche in Australia dove ha acquistato il bookmaker Sportingbet (proprietaria anche della spagnola Miapuesta) per un totale di 459,4 milioni di sterline e di Tomwaterhouse.com per 34 milioni di dollari.

## William Hill in Italia
William Hill opera in Italia dal 2011 attraverso la piattaforma www.williamhill.it con licenza AAMS. In Italia William Hill ha gradualmente ampliato l'offerta di prodotti dividendoli in due macrocategorie: le scommesse sportive e i giochi online. Le scommesse sono il mercato di riferimento di William Hill il cui palinsesto si basa su numerosi sport, eventi e campionati. L'offerta è ulteriormente cresciuta dal 2013 con l'apertura del palinsesto complementare. Questo ha introdotto e continua ad introdurre nuovi eventi e tipologie di quote e ha consentito a William Hill di avvicinare, con la sua offerta, sempre di più il mercato italiano alle scommesse “all'inglese”. 
A fianco delle scommesse William Hill offre una ricca serie di giochi online che spaziano dal Casinò al Bingo fino al Poker e ai Flash Games. Questi, in continuo aggiornamento, completano l'offerta William Hill.
Nell'ottobre del 2014 William Hill ha ricevuto il premio per “Operatore di scommesse sportive 2014” e quello per la “Stella nascente del 2014” assegnati da EGR (eGaming Review) a riconoscimento del lavoro svolto nel mercato italiano.

## Sponsorizzazioni
Nel 2007 William Hill minacciò di ritirare la propria sponsorizzazione a vari eventi ippici a causa di una disputa nata con Receourses sulla questione di TurfTV. William Hill, che era stata da sempre critica verso TurfTV, fu in seguito obbligata ad un umiliante passo indietro e a sottoscrivere gli accordi con il canale nel gennaio 2008.
Nell'agosto 2009, William Hill divenne sponsor ufficiale della squadra di calcio spagnola Málaga CF.
La compagnia sponsorizza il premio annuale William Hill Sports Book of the Year dedicato “all'eccellenza nel giornalismo sportivo”.
Dal 2014, William Hill è lo sponsor ufficiale del Campionato del mondo di freccette PDC.

## Pubblicità
Nel maggio 2008 la Advertising Standards Authority (ASA) ha proibito a William Hill di trasmettere uno spot televisivo perché giustificava il comportamento del giocatore d'azzardo anche se socialmente irresponsabile'.
Nell'ottobre 2009, la ASA ha proibito un poster e una pubblicità sui quotidiani nazionali che prometteva "£100 di puntate gratuite". La pubblicità fu considerata "probabilmente ingannevole" e in violazione del codice di verità del Committee of Advertising Practice.
Nel marzo 2010 una pubblicità che promuoveva William Hill best prices FACT fu proibita dalla ASA. La pubblicità violava diverse norme del Committee of Advertising Practice codes, tra cui la sostanzialità, la verità e l'onestà.
Nel settembre 2011 William Hill realizzò uno spot televisivo con il single del 2005 "A Bit Patchy" come colonna sonora.
Nel dicembre 2012 le pubblicità che promuovono "Migliori prezzi sui migliori cavalli" e "Migliori offerte sulle migliori squadre" furono proibite dalla ASA. Le proibizione avvenne a causa della violazione di diversi articoli sulla pubblicità. Anche le pubblicità che promuovevano le "migliori quote garantite" vennero proibite.
Nell'estate 2015 William Hill ha lanciato una campagna pubblicitaria televisiva realizzata dall'agenzia Leagas Delaney che racconta l'ascesa di un personaggio misterioso destinato a fare storia. Alla fine dello spot il personaggio misterioso svela la sua identità dicendo: “Io sono il calcio e nessuno mi conosce come William Hill”.

## Controversie
Nel 2005 William Hill acquistò 624 punti di gioco nel Regno Unito, in Irlanda, nell'Isola di Man e nell'Isola di Jersey da Stanley Leisure per 504 milioni di sterline: l'acquisto permise, per breve tempo, a William Hill di sorpassare Ladbrokes come primo bookmaker del Regno Unito in termini di punti di gioco ma non di ricavi. L'ufficio britannico per il commercio equo obbligò william Hill a vendere 78 dei 624 punti di gioco acquistati da Stanley per timore del realizzarsi di pratiche anti-competitive.
A causa del timore che William Hill avesse pagato troppo per i punti di gioco di Stanley la compagnia fu esclusa dall'indice FTSE 100 nel dicembre 2005.
La compagnia è stata criticata da due sindacati, il Community e lo Unite, per il trattamento dei lavoratori dei punti gioco. Le critiche erano soprattutto rivolte alla pratica di far lavorare gli impiegati dei punti gioco da soli esponendoli così a rischi. Sono stati inoltre rilevati casi in cui i lavoratori sono stati obbligati a lavorare fuori orario senza essere pagati.
Nel novembre del 2008 gli analisti di UBS hanno espresso “preoccupazione” per il livello del debito della compagnia che si attestava al di sopra del miliardo di sterline, debito che è stato in seguito riportato attestarsi al miliardo e mezzo. Nel 2009 la compagnia corse ai ripari offrendo sia un rights issue che un corporate bond al fine di ripianare il debito.
Dal 2001 al 2009, William Hill ha pagato al parlamentare George Howarth 30 000 sterline l’anno per fungere da consigliere parlamentare. Mentre si trovava sul libro paga di William Hill presentò un emendamento alla finanziaria del 2003 proponendo un aumento della tassazione per le scommesse tra individui (detto in gergo “betting exchange”). Nel 2009 Howarth ha lasciato il proprio posto a causa dello scandalo sulle spese appena emerso.
Nel febbraio 2018 la UKGC (commissione parlamentare sul controllo del gioco d'azzardo del Regno Unito) ha inflitto a William Hill una multa di 6,2 milioni di sterline per aver infranto la regolamentazione vigente in materia di riciclaggio di denaro e di contrasto al gioco d'azzardo patologico.